# Bisdom Mar del Plata

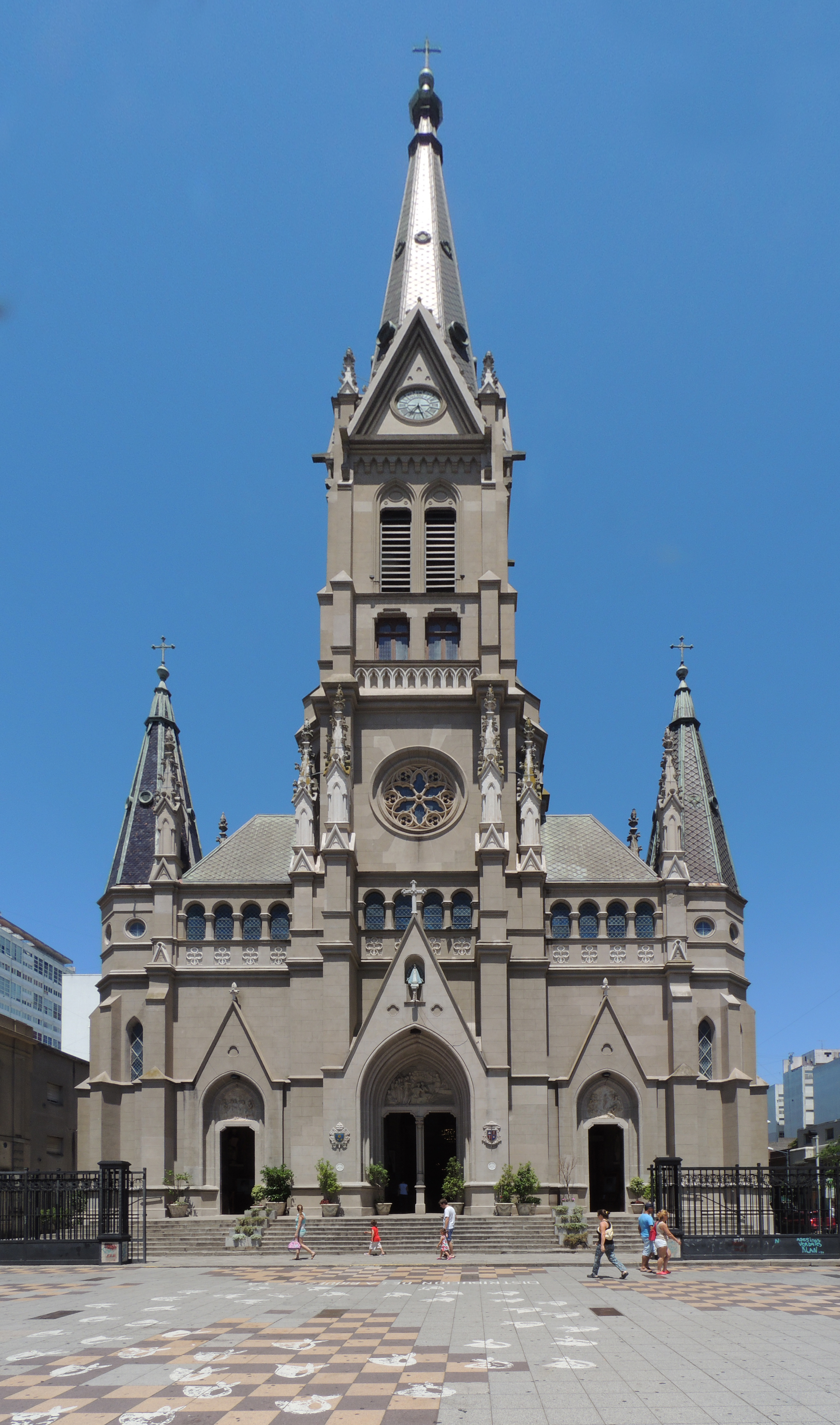
De kathedraal van de Heilige Petrus en de Heilige Cecilia in Mar del Plata

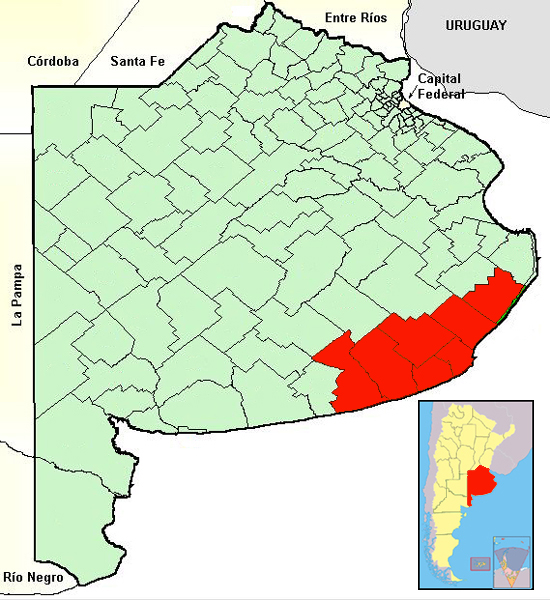
Het bisdom Mar del Plata (rood) binnen de provincie Buenos Aires

Het bisdom Mar del Plata (Latijn: Dioecesis Maris Platensis) is een rooms-katholiek bisdom met als zetel Mar del Plata in Argentinië. Het bisdom is suffragaan aan het aartsbisdom La Plata. Het bisdom werd opgericht in 1957.
In 2019 telde het bisdom 51 parochies. Het bisdom heeft een oppervlakte van 23.000 km² en telde in 2019 999.000 inwoners waarvan 76% rooms-katholiek waren. 

## Bisschoppen
- Enrique Rau (1957-1971)
- Eduardo Francisco Pironio (1972-1975)
- Rómulo García (1976-1991)
- José María Arancedo (1991-2003)
- Juan Alberto Puiggari (2003-2010)
- Antonio Marino (2011-2017)
- Gabriel Antonio Mestre (2017-)

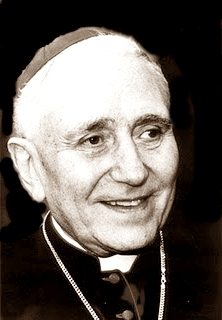
Eduardo Francisco Pironio
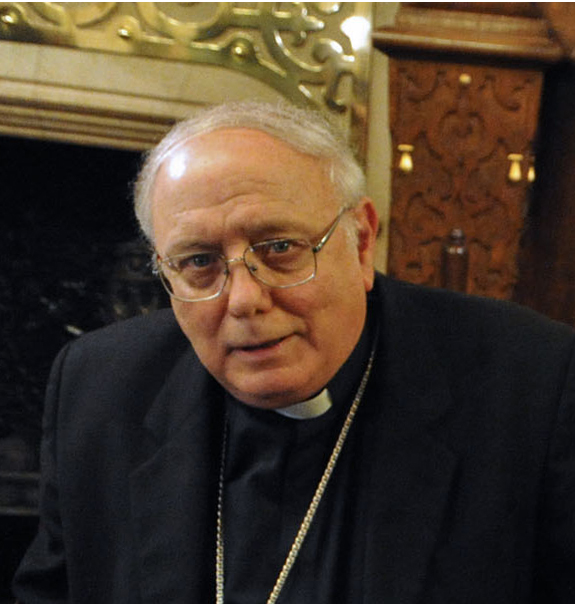
José María Arancedo
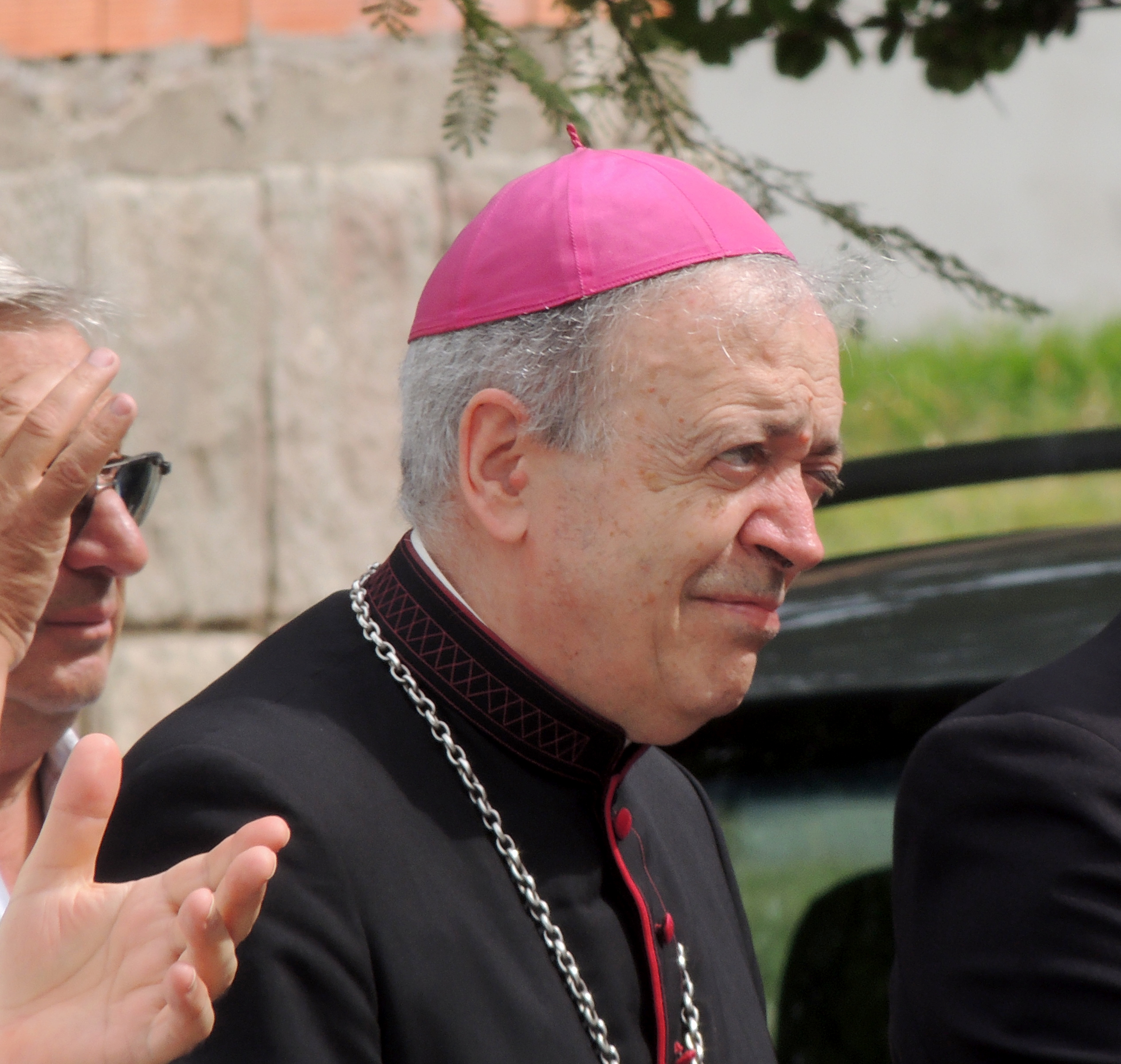
Antonio Marino
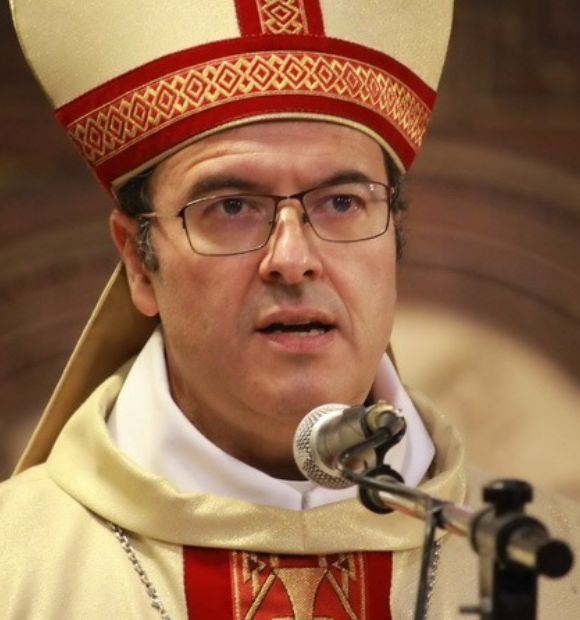
Gabriel Antonio Mestre

La Plata (aartsbisdom) · Azul · Chascomús · Mar del Plata